# People in Me
People in Me — студийный альбом американской певицы Эбби Линкольн, выпущенный в 1973 году в Японии на лейбле Philips Records. В Соединённых Штатах релиз альбома состоялся только в 1978 году на лейбле Inner City Records. В 1993 году альбом был переиздан на лейбле Verve Records в честь тридцатилетия.
Альбом был записан также в Японии при участии таких музыкантов как пианист Хиромаса Судзуки, басист Кунимицу Инаба, барабанщик Эл Фостер, перкуссионист Джеймс Мтуме и саксофонист Дейв Либман. Эбби Линкольн написала или выступила соавтором всех восьми композиций. Также это была её первая запись за десятилетие.

## Отзывы критиков
| Оценки критиков                            | Оценки критиков |
| Источник                                   | Оценка          |
| ------------------------------------------ | --------------- |
| AllMusic                                   | [ 1 ]           |
| The Encyclopedia of Popular Music          | [ 2 ]           |
| The Penguin Guide to Jazz                  | [ 3 ]           |
| The Rolling Stone Jazz Record Guide        | [ 4 ]           |
| The Rolling Stone Jazz & Blues Album Guide | [ 5 ]           |

В журнале Cash Box отметили, что особый интерес представляет вокальная версия песни Джона Колтрейна «Africa». Крис Альбертсон из Stereo Review написал: «People in Me на самом деле не нов — он был записан во время поездки в Японию летом 1973 года. Она регулярно появляется в клубах Лос-Анджелеса и Сан-Франциско, но в этой стране о ней мало знают. Возможно, этого и следовало ожидать в обществе, которое часто относится к посредственности как к искусству, а к искусству — как к чему-то престижному, но скучному и невостребованному на рынке. Альбом не посредственен и не скучен. Это хороший альбом певицы, которая возвышается над своим материалом, но могла бы подняться ещё выше».
Рецензент AllMusic Скотт Яноу поставил альбому четыре звезды и отметил, что искренность Линкольн, достоверность и талант делают каждое из её выступлений по-своему запоминающимся.

## Список композиций
1. «You and Me Love» (Эбби Линкольн, Джон Ротелла) — 4:28
2. «Natas (Playmate)» (Эбби Линкольн) — 2:28
3. «Dorian (The Man With the Magic)» (Эбби Линкольн, Ронни Мэтьюз) — 4:33
4. «Africa» (Джон Колтрейн) — 7:08
5. «People in Me» (Эбби Линкольн) — 4:53
6. «Living Room» (Эбби Линкольн, Макс Роуч) — 5:18
7. «Kojo No Tsuki» (Эбби Линкольн, Ренато Таки) — 3:26
8. «Naturally» (народная) — 4:39

## Участники записи
- Бас-гитара — Кунимицу Инаба
- Вокал — Эбби Линкольн
- Конги — Джеймс Мтуме
- Сопрано-саксофон — Дэвид Либман
- Ударные — Эл Фостер
- Фортепиано — Хиромаса Сузуки

Сведения взяты из аннотации к альбому.